# François Philibert de Charance
François Philibert de Charance (vers 1550 - 1635), seigneur de Montalquier et de Venterol, dit « Cadet de Charance », était un capitaine des gardes de Lesdiguières, huguenot, à l'époque des Guerres de Religion.

## Biographie
Il nait vers 1550 dans une famille noble. Il choisit la carrière militaire.

Blason de la famille de Philibert, en Dauphiné

Au début catholique, il défend le château de Serres en 1573. Devenu protestant, il gagne parmi d'autres la prise de Gap avec François de Bonne en 1577, celle d'Embrun en 1585, et la bataille de Brion qui opposa les huguenots de Lesdiguières et du Cadet de Charance, en infériorité numérique, aux catholiques de La Valette et du Baron des Adrets en 1585,,.
En 1591, il se fait remarquer à la bataille de Pontcharra. La même année il est anobli. En 1598 il participe encore à la prise du fort Barraux.
Il sera Gouverneur de la citadelle de Puymaure (ou Puymore) à Gap, jusqu'à quand elle sera démantelée. Il meurt en 1635.
François de Philibert épouse en premières noces Catherine Rogou, et en secondes noces Suzanne du Périer .
Du premier lit :
- Henry, seigneur de Venterol, capitaine des gardes de Lesdiguières, gouverneur de Puymaure, épouse Jeanne de Perdeyer,
- Alexandre, vi-bailli de Gap, épouse Isableau de Montauban,
- Daniel, seigneur de Sainte-Marguerite, juge du duché de Champsaur, vi-bailli de Gap, épouse Marguerite de Perrinet,

Du second lit : 
- Catherine, épouse Esprit Gaillard, consul de Gap[6].